# Мисяш (станция)
Мися́ш — железнодорожная станция Челябинского региона Южно-Уральской железной дороги. Расположена на территории одноимённого посёлка в составе города Чебаркуль Челябинской области.
По состоянию на март 2008 года в сутки через станцию Мисяш проходят 33 пары пассажирских и 56 пар грузовых поездов. Станция обслуживает Чебаркульский общевойсковой полигон и подъездные пути Чебаркульской птицефабрики.
В западной части станции главные и подъездные пути в одном уровне пересекаются с автодорогой 75К-277, связывающей Чебаркуль и Мисяш с автодорогой М5. Переезд оборудован световой и звуковой сигнализацией, автоматическими шлагбаумами и барьерами, а также средствами видеофиксации нарушений ПДД.

## История
Станция открыта в 1892 году при продлении железной дороги до Челябинска под названием Чебаркуль, в 1954 году переименована в Мисяш, а прежнее название передано станции, находящейся ближе к центру города. Через станцию проходит исторический ход Транссибирской магистрали.

## Пассажирское сообщение
На станции не останавливается ни один поезд дальнего следования, также мимо проезжает и экспресс 7023/7024 Челябинск — Миасс.
Все дальние перевозки осуществляются через станции Чебаркуль и Миасс I.
В направлении Челябинска следуют 8 пар электропоездов в день, в направлении Чебаркуля также 8 пар в день: 4 до Миасса и 4 до Златоуста с возможностью пересадки на электропоезда до Кропачёво.